# Leonard Renfro
Leonard Renfro (Detroit Lions, 29 giugno 1970) è un ex giocatore di football americano statunitense che ha militato nel ruolo di defensive tackle nella National Football League (NFL).

## Biografia
Dopo avere giocato a football al college a Colorado dove si laureò campione NCAA nel 1992, Renfro fu scelto come 24º assoluto nel Draft NFL 1993 dai Philadelphia Eagles. Vi giocò le uniche due stagioni da professionista per un totale di 23 partite, ritirandosi all'età di 24 anni.

## Palmarès
- Campione NCAA: 1

Colorado Buffaloes: 1990
- PFWA All-Rookie Team - 1993

## Statistiche
| Partite | 23 |